# Pretérito perfecto (EP)
Pretérito perfecto es un EP del grupo musical Aviador Dro editado en marzo del año 1983 por el sello "DRO" bajo la referencia DRO-035.

Se trata de una edición promocional, numerada y limitada a 2.500 copias que se distribuyó en la fiesta del primer aniversario de DRO y como regalo de bienvenida al club de fanes del grupo, denominado Club de Mutantes.

## Lista de canciones
| Título                 | Autor                 | Duración |
| ---------------------- | --------------------- | -------- |
| Rusos, S.A.            | Servando Carballar    | 3:27     |
| Anarquía en el planeta | (Versión Sex Pistols) | 2:50     |
| El intruso             | Servando Carballar    | 4:07     |